# Luca Fainello
Luca Fainello (27 de febrero de 1982) es un cantante, músico y compositor de las letras de las canciones del dueto italiano Sonohra formado por él y su hermano Diego, quien también compone junto a él. Ambos son oriundos de la ciudad de Verona. Fueron ganadores debutantes de la edición 2008 del Festival de la Canción de San Remo.

## Biografía
Luca es el mayor de los hermanos Fainello. Llevó a cabo sus estudios en el Liceo Artístico Estatal Umberto Boccioni (actual Instituto de Arte  "Napoleone Nani"). El haber escogido la música como camino fue un hecho determinante para su hermano menor Diego, lo cual lo conllevó a querer seguir el mismo camino. 
El formó con su hermano Diego el dúo 2ttO, respectivamente a la edad de 18 (Luca) y 14 (Diego) años, cuando cantaron en el programa de TV infantil llamado UFO Baby, y de esta manera lanzaron un álbum llamado Grido.
Más adultos Luca (24 años) y Diego (20 años) cambian su nombre por Domino y graban la canción Come tu mi vuoi, antes de lanzar su primer clip. Luego cambiaron su nombre a Sonohra. 
- Datos: Q5981778